# チェーン駆動

ローラーチェーンとスプロケット

チェーン駆動（英: Chain drive）とは、機械的動力を1か所から別の場所に伝達する方法の一つ。特に自転車やオートバイなどの車両の車輪に動力を伝えるためによく使用されている。また、車両以外でも様々な機械装置で使用されている。
ほとんどの場合動力は、スプロケット（歯車）の上を通過し、チェーンのリンクの穴がスプロケットの葉と噛み合うローラーチェーン（「ドライブチェーン」ないし「トランスミッションチェーン」とも）を使用して伝達されるスプロケットが回転すると、チェーンが引っ張られてシステムに機械的な力が加えられる。別のタイプのドライブチェーンとしては、アメリカ合衆国ニューヨーク州イサカのモース・チェーン社が開発たモース・チェーンが挙げられる。モース・チェーンでは、歯が逆向きになっている。
チェーンを回転させるだけで動力が出力され、物を持ち上げたり引っ張ったりするのに使用される場合もある。また、2つ目のギアを配置し、このギアにシャフトやハブを取り付けることで動力を回収する場合もある。ドライブチェーンは多くの場合、単純な楕円形のループとなっているが、チェーンに3つ以上のギアを配置することで、コーナーを曲がることも可能である。システムに動力を供給したり伝達したりしないギアは、一般的にアイドラーホイールと呼ばれる。入力ギアと出力ギアの直径を相対的に変化させることで、ギア比を変更することができる。例えば、自転車のペダルのギアが1回転すると、車輪を駆動するギアが1回転以上回転するようになっている。ダブルローラーチェーン（英: duplex chainないし英: double strand roller chain）は、基本的に2つのチェーンを横に並べて接続したタイプのチェーンで、より大きな動力とトルクを伝達することができる。

## 歴史

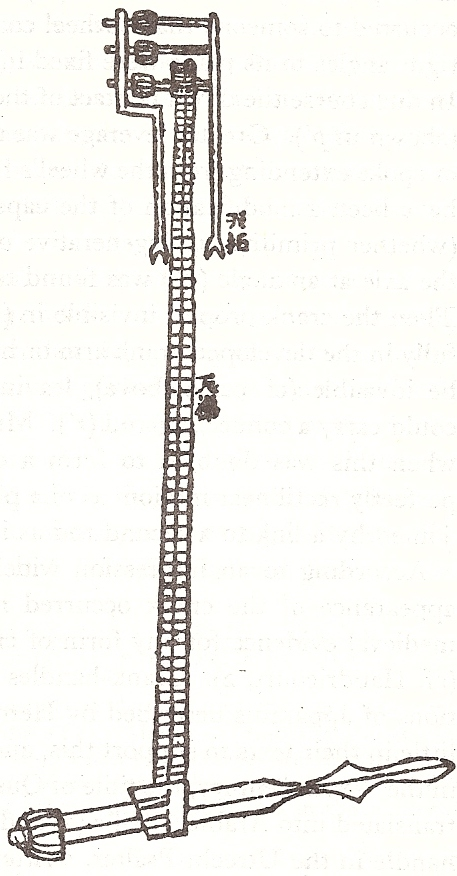
開封の時計台について記述した蘇頌の1092年の本に載っている、無限動力伝達チェーンドライブの最も古い既知の図解。

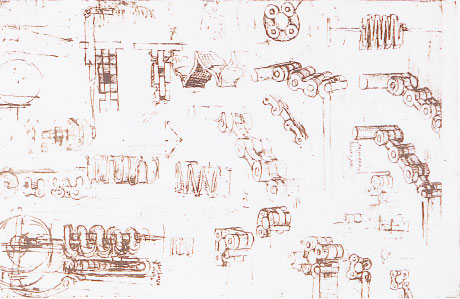
レオナルド・ダ・ヴィンチによるピンジョイントチェーンのスケッチ

チェーン駆動の最も古い応用例は、ビザンチン帝国のギリシャ人技術者フィロン（紀元前3世紀）が記したポリボロスに見られる。2本の平らなリンクチェーンが巻き上げ機に接続され、巻き上げ機が前後に巻き上げられることで、弾倉が空になるまで自動的に矢が発射された。この装置はチェーンが「軸から軸へ動力を伝達しないため、チェーン駆動本来の直系の祖先ではない」ため、連続的に動力を伝達することはできなかったが]、「このようなカムの以前の例は知られておらず、これほど複雑なものは16世紀まで知られていない」ことから、このギリシャの設計はチェーンドライブの歴史の始まりを示すものとみなされている。レオナルド・ダ・ヴィンチの発明とされることが多い平らなリンクチェーンが、実際に初めて登場したのはこの地である。
最初の連続チェーン駆動とエンドレスチェーン駆動は、宋代の中世中国の博識な数学者・天文学者蘇頌（1020-1101年）による時計学の論文に初めて登場し、蘇頌は自身の天文時計台（世界初の天文時計）の渾天儀の操作にこのチェーン駆動を用い、また、銅鑼と太鼓を機械的に叩いて時刻を知らせる時計台人形にもこのチェーン駆動が用いられた。チェーン駆動自体は回転運動を直進運動に変換し、蘇宋の水時計タンクと水車（水車は大型歯車として機能）の水力機構によって動力を与えられた。

## 代替品

### ベルトドライブ
ほとんどのチェーンドライブシステムは、チェーンとローラー間の運動伝達に歯を使用する。そのため、運動伝達に摩擦を利用することが多いベルトドライブシステムよりも摩擦が少なくなる。
チェーンはベルトよりも強度を高めることができるが、質量が大きいため、ドライブトレインの慣性が増加する。
ドライブチェーンはほとんどの場合金属製で、ベルトはゴム、プラスチック、ウレタンなどの素材で作られている。ドライブチェーンが同等のドライブベルトよりも重い場合、システムの慣性は大きくなる。理論的には、フライホイール効果が大きくなる可能性があるが、実際にはベルトまたはチェーンの慣性はドライブトレイン全体の慣性のごく一部を占めるに過ぎない。
ローラーチェーンの問題の一つにサージングがあるが、これはチェーンがスプロケットのリンクを1つずつ周回する際に、加速と減速によって生じる速度変動によるものである。これは、チェーンのピッチ線がスプロケットの最初の歯に接触した瞬間から始まる。この接触は、スプロケットのピッチ円より下の位置で発生する。スプロケットが回転すると、チェーンはピッチ円まで上昇し、その後、スプロケットの回転が続くと再び下降する。ピッチ長が固定されているため、リンクのピッチ線はスプロケット上の2つのピッチ点間の弦を横切り、リンクがスプロケットから離れるまで、スプロケットに対してこの位置を維持する。このピッチ線の上下動が、弦効果、つまり速度変動を引き起こす。
言い換えれば、従来のローラーチェーン駆動は、チェーンとスプロケットの組み合わせにおける有効作用半径が回転中に絶えず変化するため（「弦作用」）、振動が発生する可能性がある。チェーンが一定速度で回転する場合、シャフトは常に加減速しなければならず、1つのスプロケットが一定速度で回転する場合、チェーン（そしておそらくそれが駆動する他のすべてのスプロケット）は常に加減速しなければならない。これは多くの駆動システムでは通常問題にならないが、ほとんどのオートバイにはゴムブッシュ付きの後輪ハブが装備されており、この振動の問題を事実上排除している。歯付きベルト駆動は、一定のピッチ半径で動作することでこの問題を軽減するように設計されている。
チェーンはベルトよりも細い場合が多く、ギア比を変えるためにギアを大きくしたり小さくしたりすることが容易となっている。外装変速機付きの多段変速自転車は、この特性を利用している。また、チェーンの噛み合いが強ければ強いほど、直径を増減できるギアの製造が容易になり、ギア比も変化率を大きくすることができる。しかし、最近の同期ベルトの中には、「同じ幅のローラーチェーン駆動と同等の能力」を持つと主張するものも存在する。

### ドライブシャフト
ドライブシャフトは、機械動力を伝達するために使用されるもう1つの一般的な方法であり、チェーンドライブと比較して評価されることがあり、特に、ベルトドライブ、チェーンドライブ、シャフトドライブの3つを比較することは、ほとんどのオートバイにとって重要な設計上の決定事項となっているドライブシャフトはチェーン駆動よりも頑丈で信頼性が高い傾向があるが、ベベルギアの摩擦はチェーンよりもはるかに大きくなるこのため、ほぼすべての高性能オートバイはチェーン駆動を採用しており、シャフトドライブは一般的にスポーツ用途以外のマシンに使用されている。一部の（スポーツ用途以外の）モデルでは、歯付きベルトドライブが使用されているものもある。

## 車両での使用

### 自転車
1885年に登場した安全型自転車と、ダイレクトドライブ式のペニー・ファージング（英）ないしハイ・ホイーラー（米）式自転車を区別する主な特徴がチェーン駆動だった。チェーン駆動式安全型自転車の人気がペニー・ファージングの衰退をもたらし、こんにちでも自転車設計の基本的な特徴となっている。

### 自動車
多くの初期の自動車がチェーン駆動システムを採用しており、これはシステム・パナールの代替として人気があった。一般的な設計では車体中央付近にデフを配置し、ローラーチェーンを用いて後輪に駆動力を伝達していた。このシステムによって比較的シンプルな設計でリアサスペンションシステムの動作に伴う車軸の上下動に対応することが可能となった。
フレイザー・ナッシュ社は、ドッグクラッチによって選択されたギアごとに1本のチェーンを使用するシステムを強く指示していた。。GNサイクルカー・カンパニー向けに設計されたこのチェーン駆動システムは非常に効率的で、素早い変速を可能とした。このシステムは1920年代と1930年代の数多くのレーシングカーで使用された。最後に普及したチェーン駆動搭載車は1960年代のホンダ・S600だった。

### オートバイ
チェーン駆動とベルトドライブ、またはドライブシャフトの使用は、オートバイの設計における基本的な設計決定であり、ほぼすべてのオートバイはこれら3つの設計のいずれかを採用している。

## 書誌
- Oberg, Erik; Jones, Franklin D.; Horton, Holbrook L.; Ryffel, Henry H. (1996), Green, Robert E.; McCauley, Christopher J. (eds.), Machinery's Handbook (25th ed.), New York: Industrial Press, ISBN 978-0-8311-2575-2, OCLC 473691581
- Needham, Joseph (1986). Science and Civilization in China: Volume 4, Chemistry and Chemical Technology, Part 2, Mechanical Engineering. Taipei: Caves Books Ltd.
- Sclater, Neil. (2011). "Chain and belt devices and mechanisms." Mechanisms and Mechanical Devices Sourcebook. 5th ed. New York: McGraw Hill. pp. 262–277. ISBN 9780071704427. Drawings and designs of various drives.